# Denis Briçonnet
Denis Briçonnet (* 1479; † 15. Dezember 1535) war Bischof von Toulon, Lodève und Saint-Malo.

## Leben
Denis Briçonnet stammte aus der Ehe von Guillaume Briçonnet, Kardinal von Narbonne, und Raoulette de Beaune. Zwei der fünf Kinder erhielten die Bischofsweihe.
Denis Briçonnet wurde 1512 zum Bischof von Toulon geweiht. Am 18. April 1513 wurde er als Nachfolger seines Vaters zum Bischof von Saint-Malo ernannt – ein Amt, das er bis zu seinem Tode innehatte. Als Nachfolger seines älteren Bruders Guillaume war er zudem von 1516 bis 1520 Bischof von Lodève.